# Giuseppe Frola
Giuseppe Frola (Torino, 5 gennaio 1883 – Torino, 28 luglio 1917) è stato uno storico e giurista italiano.

## Biografia
Nacque il 5 gennaio 1883 a Torino, figlio di Secondo Frola, uomo politico e avvocato civilista, e Luisa Balbis, nobile piemontese. Studiò all'università di Torino, nella facoltà di giurisprudenza dove conseguì la laurea a pieni voti discutendo la tesi, con il professor Francesco Ruffini, che trattava gli statuti canavesani, argomento che sarà poi anche trattato in diversi articoli pubblicati sulla rivista di Ferdinando Gabotto.
Dedicò la sua attività, in questa fase giovanile, soprattutto a ricerche storiche e storiche-giuridiche che interessavano in particolare il canavese e gli statuti presenti nelle diverse comunità del territorio. Proprio da queste ricerche ipotizzò una pubblicazione sulla storia degli statuti delle comunità canavesane basata su documenti d'archivio e di biblioteche, tra cui numerosi manoscritti, che lo portarono fino a Roma dove frequentò gli ambienti intellettuali capitolini.
Le sue ricerche vennero pubblicate postume nel 1918, con il titolo Corpus statutorum Canavisii. Tale raccolta, di notevole interesse storico,  "offre prezioso materiale di studio per la conoscenza della disciplina giuridica locale e per le testimonianze più disparate della vita e della civiltà contadina di un'area territoriale omogenea quale quella canavesana tra il basso medioevo e la prima età moderna".
Oltre alle ricerche storiche, Giuseppe Frola nel 1906 si occupò della valorizzazione dei beni artistici e archeologici, assumendo il ruolo di segretario della Società di archeologia e belle arti per la provincia di Torino, per poi partecipare nel 1911 al Comitato piemontese per l'Esposizione internazionale. Morì a Torino il 28 luglio 1917.

## Opere

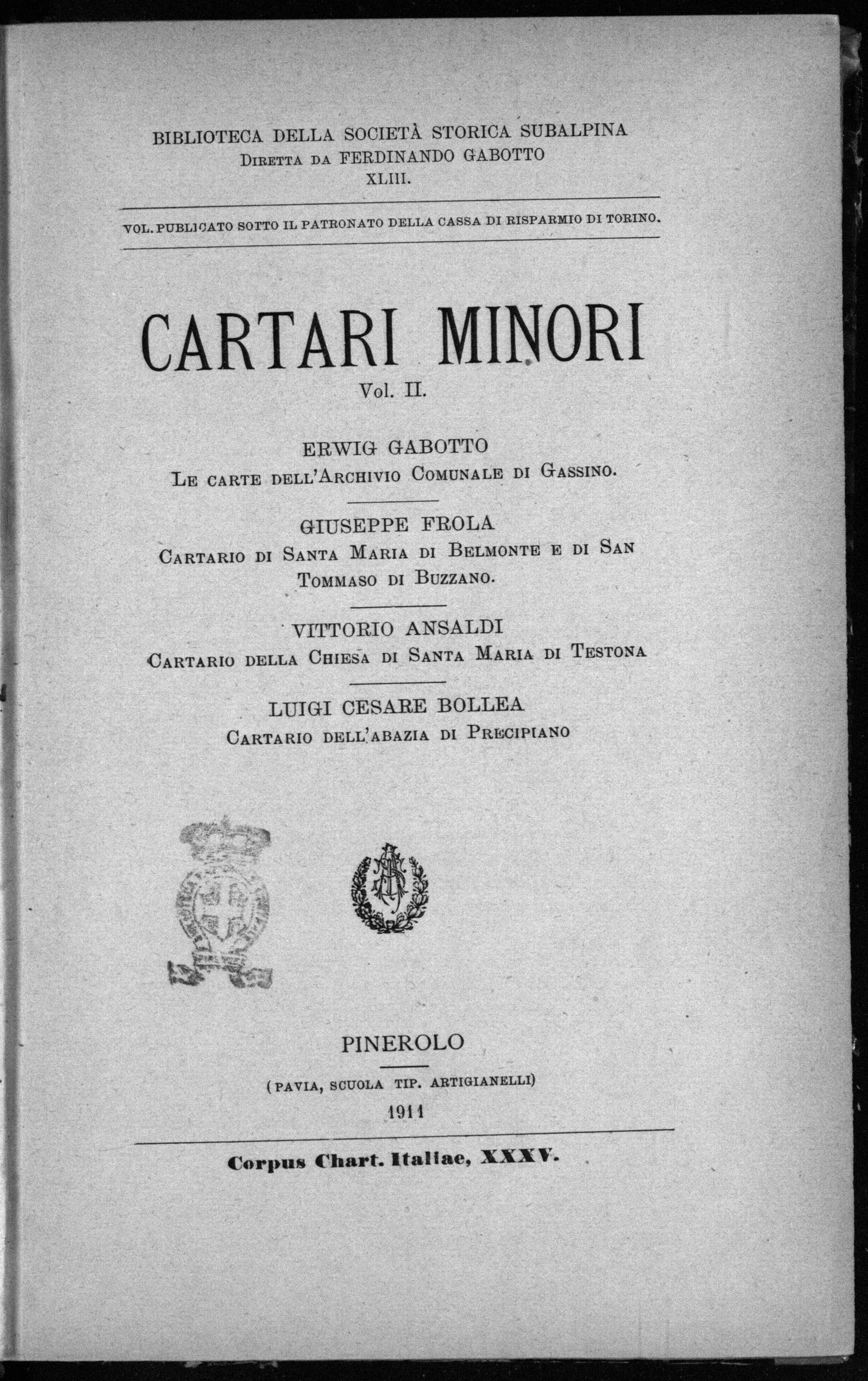
Carte dell'Archivio comunale di Gassino, 1911

Le opere di Giuseppe Frola pubblicate nella collana Biblioteca della Società Storica Subalpina:
- (LA) Corpus Statutorum Canavisii, vol. 1, Torino, Scuola Tipografica Salesiana, 1918.
- (LA) Corpus Statutorum Canavisii, vol. 2, Torino, Scuola Tipografica Salesiana, 1918.
- (LA) Corpus Statutorum Canavisii, vol. 3, Torino, Scuola Tipografica Salesiana, 1918.
- Cartario di Santa Maria di Belmonte e di San Tommaso di Buzzano, in Cartari minori, Pinerolo, 1911.